# Sornàs
Sornàs (prononcé en catalan : /surˈnas/, et localement : /soɾˈnas/) est l'un des huit villages ainsi que l'un des cinq quarts, de la paroisse d'Ordino en Andorre. Il comptait 314 habitants en 2021.

## Toponymie
L'origine du toponyme Sornàs est incertaine. Une origine pré-romane bascoïde a été proposée par la juxtaposition de deux éléments : sur (« blanc ») et nar (« abondant »),.

## Géographie

### Localisation
Le village de Sornàs est construit sur la rive gauche de la Valira del Nord au niveau de son confluent avec le riu de Sornàs, à une altitude d'environ 1 300 m. Comme d'autres villages de cette vallée glaciaire (Arans, La Cortinada), Sornàs s'est développé au contact d'un verrou glaciaire latéral rocheux, afin de s'abriter du vent du nord,.
Le village est accessible depuis la route CG-3 (reliant Ordino à la station de sports d'hiver d'Arcalís) par un court embranchement sur la droite entre Ordino et Ansalonga (route CS-350). Sornàs se trouve à seulement 1 km du village d'Ordino et à une dizaine de kilomètres de la capitale Andorre-la-Vieille.
Le GR 11 espagnol passe tout près de Sornàs. Le village y est relié par le Cami de les Planes.

### Climat
| Mois                              | jan. | fév. | mars | avril | mai  | juin | jui. | août | sep. | oct. | nov. | déc. | année |
| --------------------------------- | ---- | ---- | ---- | ----- | ---- | ---- | ---- | ---- | ---- | ---- | ---- | ---- | ----- |
| Température minimale moyenne (°C) | −2,6 | −2,5 | −0,4 | 1,5   | 5,2  | 8,8  | 11,2 | 11   | 8,1  | 4,9  | 0,7  | −1,7 | 3,7   |
| Température moyenne (°C)          | 2    | 2,6  | 5,1  | 6,8   | 10,5 | 14,6 | 17,6 | 17,3 | 13,9 | 9,9  | 5,4  | 2,8  | 9,1   |
| Température maximale moyenne (°C) | 6,7  | 7,9  | 10,7 | 12,3  | 16,2 | 20,4 | 24,4 | 24,2 | 20   | 15,2 | 10,3 | 7,3  | 14,6  |
| Précipitations (mm)               | 63,6 | 37,2 | 49,7 | 84    | 100  | 89,8 | 65,8 | 82,8 | 85,4 | 84,3 | 89,2 | 73,6 | 905,4 |

## Patrimoine
- On trouve au centre du village l'église Sant Roc de Sornàs datant du XVIIIe siècle, de style baroque, bâtie sur un plan rectangulaire et caractérisée notamment par son clocher-mur[12],[13].
- Des gravures rupestres (Gravats de Sornàs) ont été retrouvées à la sortie du village près de l'actuel cimetière. Celles-ci ont été réalisées sur une pierre calcaire et ont donc été dégradées par l'érosion. La partie inférieure semble constituée d'éléments récents tandis que la partie supérieure représentant probablement un cavalier daterait de la fin de l'âge du bronze[14],[15].

## Démographie
La population de Sornàs était estimée en 1838 à 50 habitants et à 60 habitants en 1875.

### Époque contemporaine
| 1984 | 1985 | 1986 | 1987 | 1988 | 1989 | 1990 | 1991 | 1992 |
| ---- | ---- | ---- | ---- | ---- | ---- | ---- | ---- | ---- |
| 68   | 86   | 87   | 94   | 98   | 105  | 129  | 140  | 127  |

| 1993 | 1994 | 1995 | 1996 | 1997 | 1998 | 1999 | 2000 | 2001 |
| ---- | ---- | ---- | ---- | ---- | ---- | ---- | ---- | ---- |
| 126  | 123  | 133  | 115  | 115  | 116  | 102  | 107  | 110  |

| 2002 | 2003 | 2004 | 2005 | 2006 | 2007 | 2008 | 2009 | 2010 |
| ---- | ---- | ---- | ---- | ---- | ---- | ---- | ---- | ---- |
| 113  | 116  | 140  | 144  | 153  | 152  | 171  | 175  | 198  |

| 2011 | 2012 | 2013 | 2014 | 2015 | 2016 | 2017 | 2018 | 2019 |
| ---- | ---- | ---- | ---- | ---- | ---- | ---- | ---- | ---- |
| 183  | 184  | 194  | 185  | 240  | 245  | 255  | 236  | 287  |

| 2020 | 2021 | - | - | - | - | - | - | - |
| ---- | ---- | - | - | - | - | - | - | - |
| 314  | 314  | - | - | - | - | - | - | - |